# Статистическая мощность
Статистическая мощность в математической статистике — вероятность отклонения основной (или нулевой) гипотезы при проверке статистических гипотез в случае, когда конкурирующая (или альтернативная) гипотеза верна. Чем выше мощность статистического теста, тем меньше вероятность совершить ошибку второго рода. Величина мощности также используется для вычисления размера выборки, необходимой для подтверждения гипотезы с необходимой силой эффекта.

## Применение
Величина мощности при проверке статистической гипотезы зависит от следующих факторов:
- величины уровня значимости, обозначаемого греческой буквой {\displaystyle \alpha }, на основании которого принимается решение об отвержении или принятии альтернативной гипотезы;
- величины эффекта (то есть разности между сравниваемыми средними);
- размера выборки, необходимой для подтверждения статистической гипотезы.

Основные параметры для определения мощности показаны на схеме.
| Статистическая мощность |

Уровень значимости ({\displaystyle \alpha }) выбирается исследователем и определяет вероятность совершения ошибки первого рода. Вероятность того, что альтернативная гипотеза верна, но решение принимается в пользу нулевой гипотезы (ошибка второго рода), обозначается греческой буквой {\displaystyle \beta }. Тогда вероятность принятия правильного решения при истинной альтернативной гипотезе (мощность) равна {\displaystyle 1-\beta }.
При известном стандартном отклонении генеральной совокупности и заданном уровне значимости {\displaystyle \alpha =0{,}05} мощность {\displaystyle 1-\beta } можно вычислить с использованием Z-критерия по формуле
{\displaystyle {1-\beta }=P\left(Z>{\frac {\mu {_{0}}+1{,}64(SE)-\mu _{1}}{SE}}\right)},
где {\displaystyle \mu {_{0}}} есть среднее при нулевой гипотезе, {\displaystyle \mu {_{1}}} — среднее при альтернативной гипотезе, {\displaystyle 1{,}64} — величина критического значения Z-статистики при одностороннем Z-тесте, и {\displaystyle SE} — стандартная ошибка.
Величина эффекта определяет вероятность совершения ошибки второго рода. Коэффициент величины эффекта называется мерой эффекта {\displaystyle d}. Был введён в употребление Дж. Коэном и вычисляется как отношения разности между сравниваемыми средними к стандартному отклонению
{\displaystyle d={\frac {\mu {_{0}}-\mu {_{1}}}{\sigma }}}.
Размер выборки, необходимой для подтверждения статистической гипотезы, влияет на статистическую мощность, так как с увеличением выборки уменьшается стандартная ошибка, а следовательно, увеличивается мощность.